# Helmer Strömberg
Anders Christian Helmer Strömberg, född 29 november 1848 i Linköping, död 6 mars 1910 i Stockholm, var en svensk operasångare (bas).

## Biografi
Strömberg var son till fältkamreraren Daniel Wilhelm Strömberg. Han ägnade sig efter avslutade skolstudier först åt pianostudier men övergick till sången och tog lektioner för Fritz Arlberg.
Han debuterade på Kungliga Teatern 1871 som Sarastro i Trollflöjten och guvernören i Don Juan. Han blev samma år fast engagerad där. Under 1872–1875 var han tjänstledig, bland annat för studier i Tyskland och för gästspel på operascenen i Rotterdam 1874, där han uppträdde som Sarastro i Trollflöjten och Marcel i Hugenotterna. Från 1875 var han åter anställd vid Kungliga Teatern i Stockholm, men måste 1894 ta avsked från sångscenen på grund av sjuklighet. Han gästspelade 1879 i Dresden i sina glansroller som Sarastro och Marcel.
Strömberg hade en fyllig basröst och en mäktig gestalt, vartill kom en särskilt i komiska roller framträdande förmåga av karakterisering. Bland de seriösa baspartier han utförde märks Kasper i Friskytten, Walther Fürts i Wilhelm Tell, Pietro i Den stumma från Portici, Lantgreven i Tannhäuser, kungen i Lohengrin, Pogner i Mästersångarna i Nürnberg samt Lothario i Mignon. På det komiska området framställde han bland annat Bartholo i Figaros bröllop och Barberaren i Sevilla och Joussaume i Advokaten Pathelin.
Han är begravd på Norra begravningsplatsen utanför Stockholm.